# Milagros (filme)
Milagros é um filme de drama filipino de 1997 dirigido e escrito por Marilou Diaz-Abaya. Foi selecionado como representante das Filipinas à edição do Oscar 1998, organizada pela Academia de Artes e Ciências Cinematográficas.

## Elenco
- Sharmaine Arnaiz
- Dante Rivero
- Joel Torre
- Raymond Bagatsing